# Strategic Air Command
Strategic Air Command (SAC), strategiska flygkommandot, var ett amerikanskt kommando i USA:s flygvapen som fanns mellan 1946 och 1992. SAC var ett Specified Command, vilket betydde att fastän det enbart bestod av förband från en försvarsgren, så rapporterade dess militärbefälhavare i operativt hänseende direkt till Joint Chiefs of Staff/försvarsministern. SAC lades ned 1992 och dess uppgifter övertogs av det nybildade United States Strategic Command, som till skillnad från SAC även omfattar förband från flottan och armén.
SAC innehöll amerikanska flygvapnets samtliga tunga bombflygförband och interkontinentala ballistiska robotar och hade därmed huvuddelen av USA:s samlade avskräcknings- och vedergällningsresurser. Oavsett om förband ur SAC deltog i några konflikter runt om i världen eller ej, befann sig ständigt några flygplan i luften runt USA för luftbevakning. Minst ett av flygplanen var en flygande stridsledningscentral med en generalsperson som befälhavare. Flygplanet och dess besättning utgjorde en reserv ifall SAC:s ordinarie stridsledningscentral blev utslagen.

## Flygplan och robotar

### Flygplan

#### Bombplan
- B-1 Lancer 1986–1992; inkluderar Air National Guard (ANG) 1989–1992
- B-17 Flying Fortress (RB-17G) 1946–1951
- B-26 Invader (RB-26) 1949–1950
- B-29 Superfortress 1946–1953
- B-36 Peacemaker 1948–1958
- B-45 Tornado 1950–1953
- B-47 Stratojet 1951–1965
- B-50 Superfortress 1948–1954
- B-52 Stratofortress 1955–1992; inkluderar Air Force Reserve (AFRES) 1989–1992
- B-57 Canberra 1956–1962
- B-58 Hustler 1960–1969
- FB-111 Aardvark 1969–1990

#### Spaningsplan
- C-119 Flying Boxcar 1956–1973
- DC-130 Hercules 1966–1976
- E-4 Nightwatch 1975–1992
- EC-135 Looking Glass 1963–1992
- F-2 Expeditor (F= Fotospaningsversion) (C-45)
- F-6 Mustang (F= Fotospaningsversion) (P-51)
- F-9 Flying Fortress (F= Fotospaningsversion) (B-17F/G)
- F-13 Superfortress, (F= Fotospaningsversion), (B-29A)
- RC-45 Expeditor
- RC-135 Rivet Joint/Rivet Brass/Rivet Amber/Rivet Card/Rivet Ball/Cobra Ball/Cobra Eye/Combat Sent
- SR-71 Blackbird 1966–1991
- U-2 Dragon Lady 1962–1991
- TR-1 Dragon Lady 1989–1991
- UC-45 Expeditor

#### Jaktplan
- F-47 Thunderbolt (P-47) 1946–1947
- F-51 Mustang (P-51) 1946–1949
- F-82 Twin Mustang 1947–1950
- F-80 Shooting Star 1946–1948
- F-84 Thunderjet 1948–1957
- F-86 Sabre 1949–1950
- F-102 Delta Dagger 1960

#### Tankflygplan
- KC-10 Extender 1981–1992
- KB-29 1949–1956
- KC-97 Stratofreighter SAC 1951–1964 och SAC-kontrollerat ANG 1973–1977
- KC-135 Stratotanker SAC 1957–1991; inkluderar ANG och AFRES 1975–1992

### Robotar använda av SAC

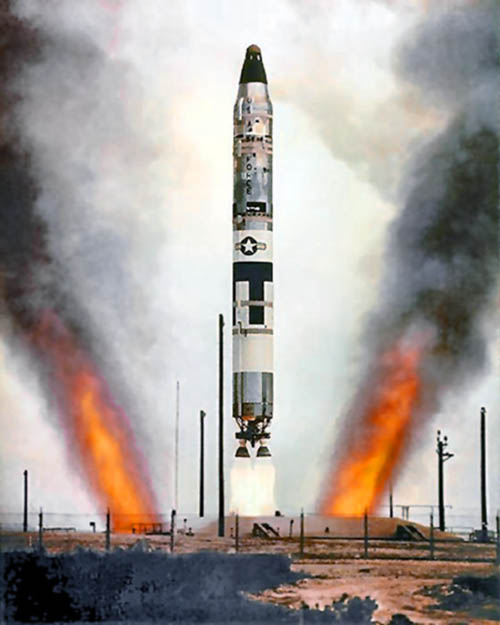
Titan II robot startar från silo.

#### Flygburna
- ADM-20 Quail
- AGM-28 Hound Dog
- AGM-69 SRAM
- AGM-84 Harpoon
- AGM-86 Air Launched Cruise Missile
- AGM-129 Advanced Cruise Missile

#### Markbundna
- HGM-16 Atlas
- HGM-25A Titan I
- LGM-25 Titan II
- LGM-30A/B Minuteman I
- LGM-30F Minuteman II
- LGM-30G Minuteman III
- LGM-118A Peacekeeper
- SM-62 Snark
- PGM-17A Thor
- PGM-19A Jupiter